# Màscara d'oxigenoteràpia
Una màscara d'oxigenoteràpia (sovint abreujada com a màscara d'oxigen) és un dispositiu que proporciona un mètode d'administrar oxigen des d'un dipòsit d'emmagatzematge als pulmons. Les màscares d'oxigenoteràpia només cobreixen el nas i la boca (mascareta nasal oral) o tota la cara (màscara de cara completa). Poden ser de plàstic, silicona o cautxú. En determinades circumstàncies, l'oxigen es pot subministrar a través d'unes ulleres nasals en lloc d'una màscara.